# Neolalage banksiana
Neolalage banksiana е вид птица от семейство Monarchidae, единствен представител на род Neolalage.

## Разпространение
Видът е разпространен във Вануату.